# Plumíferos
Plumíferos, aventuras voladoras es un largometraje de animación por computadora argentino producido por Manos Digitales Animation Studio. Una de las particularidades de este proyecto es el uso de herramientas de software libre como Blender para las tareas de modelado, animación y renderizado 3D; sobre plataforma Ubuntu GNU/Linux.
Algunas escenas de la película se mostraron por primera vez en las conferencias de Blender en 2005 y 2006, y una broma fue lanzada más adelante mostrando a uno de los pájaros auditando para el papel. El primer tráiler oficial fue mostrado el 10 de marzo de 2007 en el Festival Internacional de Cine de Mar del Plata, en donde fue organizada una presentación sobre la película.
Estrenada el 18 de febrero de 2010, Plumíferos se ha convertido en el primer largometraje de animación 3D realizado íntegramente en la Argentina, y el primero en el mundo en utilizar Blender sobre GNU/Linux para la totalidad de la generación de la imagen 3D.

## Argumento
Juan es un gorrión que se siente vulgar y subestima a su propia raza. Accidentalmente cambia su apariencia y lo mismo que le hará creerse “único” es lo que pondrá en peligro su vida. Por otro lado, Feifi es una hermosa canaria que logra escapar de la jaula de un empresario magnate de redes informáticas (Sr. Puertas) que intentará comenzar una nueva vida en libertad como un ave común. 
Los dos necesitarán ser algo que no son y se enfrentarán así a peligros y aventuras junto a sus amigos: la paloma Libia, el colibrí Pipo, el murciélago Clarita y otros. Sin embargo, un gato torpe, unos teros psicópatas y el Sr. Omnipotente del software harán que todo les resulte más difícil. 

## Desarrollo
Luego de más de 3 años de desarrollo y temores acerca de la cancelación del proyecto, Plumiferos se estrenó en los cines de Argentina el 18 de febrero de 2010.

## Reparto de voces
| Actor            | Papel (voz)    |
| ---------------- | -------------- |
| Luisana Lopilato | Feifi          |
| Mariano Martínez | Juan           |
| Carla Peterson   | Clarita        |
| Mirta Wons       | Libia          |
| Peto Menahem     | Pipo           |
| Luis Machín      | Sr. Puertas    |
| Mario Pasik      | Tero Lider     |
| Diego Reinhold   | Tero 2         |
| Fabio Di Tomaso  | Tero 3         |
| Manuel Vicente   | Jote Negro     |
| Esteban Prol     | Aguilucho      |
| Mike Amigorena   | Fredy          |
| Muriel Santa Ana | Monjita Blanca |

## Reparto de doblaje en inglés
| Actor          | Papel (inglés) |
| -------------- | -------------- |
| Ashley Tisdale | Aurora         |
| Drake Bell     | Jack           |
| Jane Lynch     | Rosie          |
| Ken Jeong      | Vinnie         |
| Jon Lovitz     | Skeeter        |
| Keith David    | Old Buzzard    |
| Dallas Lovato  | Valley Dove    |